# 快車大王
《快車大王》（英語：Red Hot Tires）是一部1935年的美國犯罪電影，由D·羅絲·萊德曼執導，主演是萊爾·托伯特和瑪麗·阿斯特。華納兄弟公司製作和發行。

## 演員
- 萊爾·托伯特（英语：Lyle Talbot） 飾 Wallace Storm
- 瑪麗·阿斯特 飾 Patricia Sanford
- 羅斯科·卡恩斯（英语：Roscoe Karns） 飾 Bud Keene
- 法蘭基·達洛（英语：Frankie Darro） 飾 Johnny
- 加文·戈登（英语：Gavin Gordon (actor)） 飾 Robert Griffin
- 瑪莉·特里（英语：Mary Treen） 飾 Maggie
- 亨利·考克爾（英语：Henry Kolker） 飾 Martin Sanford
- 布拉德利·佩奇（英语：Bradley Page） 飾 Curley Taylor
- Arthur Aylesworth 飾 Race Judge Hanson
- Howard C. Hickman 飾 Judge Alcott
- 克拉倫斯·繆思（英语：Clarence Muse） 飾 Bud的卡車搭檔

## 外部連結
- Red Hot Tires at IMDb.com （页面存档备份，存于）
- allmovie/synopsis （页面存档备份，存于）